# Jayne Meadows
Pour les articles homonymes, voir Meadows.
Jayne Meadows est une actrice américaine, née Jayne Cotter le 27 septembre 1919 à Wuchang (province du Heilongjiang, Chine) et morte le 26 avril 2015.

## Biographie

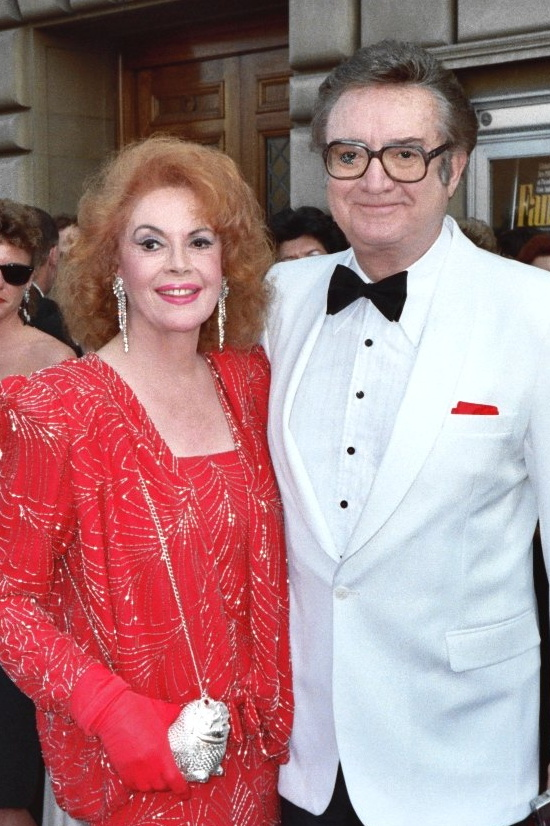
Avec son époux Steve Allen,
en 1987

Née en Chine de parents missionnaires, elle débute au théâtre à Broadway (New York) sous son nom de naissance, dans Spring Again (avec Robert Keith et C. Aubrey Smith), de novembre 1941 à janvier 1942. Suivent dans les années 1940 quatre autres pièces comme Jayne Cotter, dont Another Love Story de Frederick Lonsdale (1943-1944, avec Margaret Lindsay et Roland Young) et Kiss Them for Me (en) de Luther Davis (1945, avec Judy Holliday, Daniel Petrie et Richard Widmark). Elle revient à Broadway pour deux ultimes pièces, d'abord en 1958-1959 — sous son nom de scène de Jayne Meadows —, dans The Gazebo d'Alec Coppel (en vedette aux côtés de Walter Slezak), et enfin en 1978, dans Once in a Lifetime de Moss Hart et George S. Kaufman (avec John Lithgow et Treat Williams).
Au cinéma, elle contribue à seulement dix-neuf films (majoritairement américains), depuis Lame de fond de Vincente Minnelli (1946, avec Katharine Hepburn et Robert Taylor) jusqu'à Une vie à deux de Rob Reiner (1999, avec Bruce Willis et Michelle Pfeiffer), en passant notamment par David et Bethsabée d'Henry King (1951, avec Gregory Peck et Susan Hayward dans les rôles-titre, elle-même personnifiant Mikhal).
À la télévision, elle participe entre 1952 et 2001 à de nombreuses émissions comme elle-même. S'y ajoutent neuf téléfilms de 1962 à 1990, ainsi que cinquante-six séries de 1952 à 1999, dont La croisière s'amuse (six épisodes, 1978-1987) et L'Île fantastique (cinq épisodes, 1979-1983).
Sœur aînée de l'actrice Audrey Meadows (née Audrey Cotter, 1922-1996), Jayne Meadows épouse en 1954 l'acteur Steve Allen (né en 1921), dont elle reste veuve à sa mort en 2000. Aussi est-elle parfois créditée Jayne Meadows Allen. Le couple se retrouve souvent au petit écran (notamment dans un épisode de L'Île fantastique), ainsi que dans deux films (College Confidential en 1960, puis un court métrage en 1993) et au théâtre, en dehors de Broadway. À noter aussi leurs caméos comme eux-mêmes, dans The Player de Robert Altman (1992) et Casino de Martin Scorsese (1995).

## Théâtre à Broadway (intégrale)
- 1941-1942 : Spring Again d'Isabel Leighton et Bertram Bloch : Millicent Cornish
- 1943-1944 : Another Love Story de (et mise en scène par) Frederick Lonsdale : Maggie Sykes
- 1944 : The Odds on Mrs. Oakley d'Harry Segall : Susan Oakley
- 1945 : Many Happy Returns de Clare Kummer : Jane
- 1945 : Kiss Them for Me de Luther Davis, mise en scène d'Herman Shumlin : Gwynneth
- 1958-1959 : The Gazebo d'Alec Coppel : Nell Nash
- 1978 : Once in a Lifetime de Moss Hart et George S. Kaufman : Helen Hobart

## Filmographie

### Cinéma (intégrale)

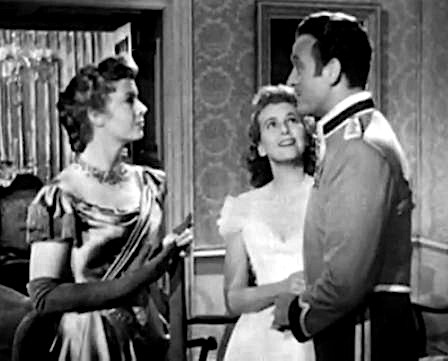
De g. à d. : Jayne Meadows, Teresa Wright et
David Niven, dans Vous qui avez vingt ans (1948)

(films américains, sauf mention contraire)
- 1946 : Lame de fond (Undercurrent) de Vincente Minnelli : Sylvia Lea Burton
- 1947 : La Dame du lac (Lady in the Lake) de Robert Montgomery : Mildred Havelend
- 1947 : Dark Delusion (en) de Willis Goldbeck : Mme Selkirk
- 1947 : Meurtre en musique (Song of the Thin Man) d'Edward Buzzell : Janet Thayar
- 1948 : L'Énigmatique Monsieur Horace (The Luck of the Irish) de Henry Koster : Frances Augur
- 1948 : Vous qui avez vingt ans (Enchantment) d'Irving Reis : Selina Dane
- 1951 : The Fat Man de William Castle : Jane Adams
- 1951 : David et Bethsabée (David and Bathsheba) d'Henry King : Mikhal
- 1959 : Train, Amour et Crustacés (It Happened to Jane) de Richard Quine : elle-même (panéliste)
- 1960 : College Confidential d'Albert Zugsmith : Betty Duquesne
- 1976 : Norman... Is That You? de George Schlatter : Adele Hobart
- 1985 : Da Capo de Pirjo Honkasalo et Pekka Lehto : Mme Thomas (film finlando-suédois)
- 1990 : Murder by Numbers de Paul Leder : Pamela
- 1991 : La Vie, l'Amour, les Vaches (City Slickers) de Ron Underwood : La mère de Mitch
- 1992 : The Player de Robert Altman : elle-même (caméo)
- 1993 : For Goodness Sake (en) de David Zucker : rôle non-spécifié (court métrage)
- 1994 : L'Or de Curly (City Slickers II : The Legend of Curly's Gold) de Paul Weiland : La mère de Mitch
- 1995 : Casino de Martin Scorsese : elle-même (caméo)
- 1999 : Une vie à deux (The Story of Us) de Rob Reiner : Dot

### Télévision (sélection)
Séries
- 1977 : Switch
  - Saison 2, épisode 19 Eden's Gate de Gerald Mayer : Andrea
- 1978-1987 : La croisière s'amuse (The Love Boat)
  - Saison 1, épisode 24 Coup de folie (The Business of Love/Crash Diet Crush/I'll Never Fall in Love Again, 1978) : Myrna Foster
  - Saison 3, épisode 24 Les Amis (Dumb Luck/Tres Amigos/Hey, Jealous Lover, 1980) : Mme Benson
  - Saison 5, épisode 27 Tranches de vies (April in Boston/Saving Grace/Breaks of Life, 1982) de Richard Kinon : Gwen Finlay
  - Saison 8, épisode 6 Le ciel n'attend pas (Soap Gets in Your Eyes/A Match Made in Heaven/Tugs of the Heart, 1984) : Mme Tate
  - Saison 9, épisode 20 Pas de quoi faire une histoire (Gothic Romance/Whatever Happened to Crazy Joe Flash?/We'll Meet Again, 1986) de Ted Lange : Janice
  - Hors saison, Who Killed Maxwell Thorn? (1987) : elle-même
- 1979 : Hawaï police d'État (Hawaii Five-0)
  - Saison 12, épisode 5 Le Mauvais Signe (Sign of the Ram) : Jessica Humbolt
- 1979-1983 : L'Île fantastique (Fantasy Island)
  - Saison 2, épisode 15 Cow-boy/La Deuxième Épouse (Cowboy/Substitute Wife, 1979) d'Arnold Laven : Nadine Winslow
  - Saison 3, épisode 12 Les Majorettes/L'Escroquerie (The Cheerleaders/Marooned, 1979) d'Earl Bellamy : Liz Merrill
  - Saison 5, épisode 6 Druides/Week-end mouvementé au harem (Night in the Harem/Druids, 1981) de Don Weis : La comtesse
  - Saison 6, épisode 9 Indomptable Marietta/Le Meilleur Ami d'Ambrose (Naughty Marietta/The Winning Ticket, 1983 - Beatrice Solomon) de Don Weis et épisode 20 Qui comprend quelque chose aux enfants ?/L'Île des horreurs (What's the Matter with Kids?/Island of Horrors, 1983 - Margaret Wharton) de Don Weis
- 1980 : Timide et sans complexe (Tenspeed and Brown Shee)
  - Saison unique, épisode 1 (pilote) Timide et sans complexe, 1re partie (Tenspeed and Brown Shee, Part I) d'E. W. Swackhamer : Ruth
- 1983 : Matt Houston
  - Saison 1, épisode 18 The Beverly Woods Social Club de Don Chaffey : Holly Harkens
- 1985 : Hôtel (Hotel)
  - Saison 2, épisode 22 Retrouvailles (Detours) de Jerome Courtland : Fran Clark
- 1986 : Arabesque (Murder, She Wrote)
  - Saison 2, épisode 12 Meurtre uniquement sur rendez-vous (Murder by Appointment Only) d'Arthur Allan Seidelman : Lila Lee Amberson
- 1987-1988 : Hôpital St Elsewhere (St. Elsewhere)
  - Saison 5, épisode 13 Russian Roulette (1987) et épisode 14 Visiting Daze (1987) d'Eric Laneuville : Olga Osoranski
  - Saison 6, épisode 21 The Abby Singer Show (1988) d'Eric Laneuville : Olga Osoranski
- 1992 : Guerres privées (Civil Wars)
  - Saison 2, épisode 10 The Triumph of DeVille : rôle non-spécifié
- 1993 : Les Sœurs Reed (Sisters)
  - Saison 4, épisode 4 Nouveaux Départs (A Kick in the Caboose) : Ida Benbeow
- 1993 : Amour, Gloire et Beauté (The Bold and the Beautiful), feuilleton, épisodes 1691, 1692 et 1693 (sans titres) : elle-même
- 1997 : Une nounou d'enfer (The Nanny)
  - Saison 4, épisode 22 L'air ne fait pas la chanson (No Muse Is Good Muse) : elle-même
- 1998 : Homicide (Homicide : Life on the Street)
  - Saison 6, épisode 11 Suicide ou Meurtre ? (Shaggy Dog, City Goat) de Kyle Secor : Mme Cochran
- 1999 : Diagnostic : Meurtre (Diagnosis Murder)
  - Saison 7, épisode 1 Panier de crabes (The Roast) de Christopher Hibler : Connie Masters

Téléfilms
- 1968 : Now You See It, Now You Don't de Don Weis : Ida
- 1976 : James Dean de Robert Butler : Reva Randall
- 1977 : Sex and the Married Woman de Jack Arnold : Irma Caddish
- 1985 : Alice au pays des merveilles (Alice in Wonderland) : La Reine de Cœur
- 1986 : A Masterpiece of Murder de Charles S. Dubin : Matilda Hussey

## Note et référence
1. ↑  Leurs rôles sont repris par Glenn Ford et Debbie Reynolds, dans l'adaptation au cinéma de 1959 réalisée par George Marshall, sous le même titre original (titre français : Un mort récalcitrant).